# Telebreen
Der Telebreen (norwegisch; japanisch テーレン氷河 Telen-hyōga; englisch Telen Glacier) ist ein Gletscher an der Prinz-Harald-Küste des ostantarktischen Königin-Maud-Lands. Er mündet zwischen dem Hügel Telen und dem Kliff Kjuka in die Ostseite der Lützow-Holm-Bucht.
Luftaufnahmen und Vermessungen einer von 1957 bis 1962 durchgeführten japanischen Antarktisexpedition dienten seiner Kartierung. Die an der Benennung des Hügels Telen (norwegisch für Überfrorene Rinde) angelehnte japanische Benennung des Gletschers übertrugen das US-amerikanische Advisory Committee on Antarctic Names im Jahr 1968 ins Englische und Wissenschaftler des Norwegischen Polarinstituts 1972 ins Norwegische.